# Clodomiro Carranza
Clodomiro Carranza (Río Cuarto (Córdoba), 26 april 1982) is een golfprofessional uit Argentinië.

## Carrière
In 2005 won Carranza de Acantilados Grand Prix, een toernooi dat van 1954 tot en met 2006 bestond en op de Los Acantilados Golf Club werd gespeeld. In 2004 en 2006 werd hij daar tweede.
Sinds 2005 speelt Carranza op de Tour de las Americas (TLA) waarvan er enkelen ook voor de Europese Challenge Tour tellen. In 2009 eindigde hij zo op de Challenge Tour op de 69ste plaats. Via de Tourschool haalde hij een spelerskaart voor de Europese PGA Tour van 2010.

## Gewonnen
- 2005: Acantilados Grand Prix (Argentijnse PGA Tour)
- 2009: Carlos Franco Invitational Stella Artois (TLA & TPG Tour)